# Dwergboa's
Dwergboa's (Tropidophiidae) zijn een familie van slangen.

## Naam en indeling
De wetenschappelijke naam van de groep werd voor het eerst voorgesteld door Leo Brongersma in 1951. Er zijn 35 soorten verdeeld in twee geslachten. De geslachten verschillen door de anatomisch iets andere kenmerken, zoals de ontwikkeling van de longen, maar ook de geografische verspreiding is anders. 

## Verspreiding en habitat
Het geslacht Trachyboa komt voor in Panama, Ecuador en Colombia. Het geslacht Tropidophis komt voor in delen van Zuid-Amerika en op de Caribische eilanden als Cuba (eiland), de Bahama's, Hispaniola en Isla de la Juventud.

## Algemeen
Dwergboa's lijken enigszins op reuzenslangen maar blijven veel kleiner. Veel soorten worden ongeveer 30 tot 75 cm lang, een enkele uitschieter bereikt een lichaamslengte van meer dan één meter. Dwergboa's leven op de bodem of in lage struiken of bomen. Ze leven voornamelijk van amfibieën en hagedissen, omdat veel knaagdieren en vogels al snel te groot zijn als prooi. Vanwege de nachtelijke levenswijze worden de slangen niet vaak gezien, over veel soorten is weinig bekend.

## Geslachten
De familie omvat de volgende geslachten, met de auteur en het verspreidingsgebied.
| Naam        | Auteur               | Verspreidingsgebied |
| ----------- | -------------------- | --- |
| Trachyboa   | Peters, 1860         | Panama, Ecuador, Colombia |
| Tropidophis | Gabriel Bibron, 1943 | Zuid-Amerika; Peru, Sabana-Camagüey Archipel, Turks- en Caicoseilanden, Grand Cayman, Bahama's, Navassa, Ecuador, Brazilië, Cuba, Hispaniola, Dominicaanse Republiek, Jamaica, Isla de la Juventud, Little Cayman en Cayman Brac |